# احمدآبادی‌ها
سهره‌های احمدآبادی‌ (نام علمی: Amandava) نام یک سرده از تیره سهرگان ریز است. در منابع پیشین، amadavat و amidavad به کار رفته بودند.